# Йохан фон Верд
Йохан фон Верд (на немски: Johann vov Werd; † сл. 1306/сл. 11 февруари/ пр. 23 декември 1308) е граф на Верд (Château de Verdelles) и ландграф в Долен Елзас.

## Произход и наследство
Той е най-големият син на Хайнрих II Зигеберт фон Верд Постумус († 13 февруари 1278), ландграф в Долен Елзас, граф на Верд, и първата му съпруга Гертдруд фон Дике († между 27 октомври 1266 и 15 февруари 1269), дъщеря на Александер фон Дике. Племенник е на Емих, епископ на Фрайзинг (1283 – 1311).
Баща му Хайнрих II Зигеберт фон Верд се жени втори път 1267/1269 г. за Берта фон Раполтщайн († сл. 1302) и той е полубрат на Улрих фон Верд († 1344), от 1308 г. граф на Верд и 1324 г. ландграф и фогт в Долен Елзас.
Брат му Хайнрих († сл. 1280) е от 1314 г. граф на Верд. Другите му братя и полубратя са каноници в Страсбург.
Графството Верд се намира в Елзас, южно от Страсбург. Първите графове на Верд са доказани от 1189 г. и още преди 1200 г. имат титлата ландграф в Елзас. Те произлизат от графовете на Сарбрюкен (Сааргауграфове). Дворецът Верд се намира в Матценайм в Гранд Ест (бившия Елзас) в Североизточна Франция.
Йохан умира пр. 23 декември 1308 г. и е погребан във францисканската църква „Зелигщат“, днес част от Хайдек. Наследен е от полубрат му Улрих фон Верд.

## Фамилия
Йохан фон Верд се жени пр. 1 февруари 1278 г. за Агнес фон Лихтенберг († сл. 1278), дъщеря на Хайнрих II фон Лихтенберг († 1269) и Аделхайд фон Еберщайн († 1291). Те имат един син:
- Зигизмунд фон Верд (* ок. 1275; † сл. 10 май 1308), ландграф в Долен Елзас, граф на Верд, господар на Ерщайн; женен пр. 1300 г. за Аделхайд фон Бламонт/Бланкенберг († сл. 1347), която става монахиня в Страсбург, дъщеря им
  - Агнес фон Верд († 12 юни 1352) е омъжена пр. 25 юли 1328 г. за граф Йохан I фон Хабсбург-Лауфенбург (* ок. 1297; † 21 септември 1337, битката при Гринау)